# Kleinschecken
Die Kleinschecke oder Tschechische Schecke ist eine kleine (3,0 bis 3,75 kg, Tschechische Schecke bis 4 kg) Kaninchenrasse.
Aufgrund der Entstehungsgeschichte ist die Rasse in Deutschland als Kleinschecke bekannt, während sie international, unter anderem auch im Europastandard als Tschechische Schecke bezeichnet wird.

## Aussehen und Besonderheiten der Kleinschecke
Die Kopfzeichnung gleicht der der anderen Punktscheckenrassen, sie umfasst die Schnauzenzeichnung (den so genannten Schmetterling), die schmale, aber gleichmäßig breiten Augeneinfassung, die beidseitigen Backenpunkte und die möglichst scharf abgegrenzte Ohrenzeichnung. Der Schmetterling sitzt auf der Nasenkuppe und fasst mit seinen Flügeln die Schnauze bis über die Mundwinkel. Der Unterkiefer soll möglichst weiß sein. Zur Rumpfzeichnung gehört den Aalstrich, der, unmittelbar hinter den Ohren beginnend, etwa 2 cm breit auf dem Rückgrat entlang bis zur Blumenspitze verläuft und die 6–8 möglichst frei stehenden Seitenflecken an den Flanken. Die Zeichnung der Kleinschecke entspricht damit vollständig der der Riesenschecke.
Die Kleinschecke gehört wie die Deutsche Riesenschecke, die Englische Schecke und die Rheinische Schecke zu den Punktscheckenrassen.
Wie die anderen Punktschecken auch, ist die Kleinschecke spalterbig. Verpaarung typgerechter Tiere untereinander führt zu 25 % einfarbigen Tieren, 50 % Typschecken und 25 % so genannter Hellschecken. Die meist nicht lebensfähigen Hellschecken zeigen nur einen unvollständigen Aalstrich und keine Seitenzeichnung. Hervorgerufen wird dieser Erbgang durch den Faktor für Punktscheckung (Deutsches Symbol k/K, englisch en/En), der mit einem so genannten Lethalfaktor verknüpft ist, der dazu führt, dass Hellschecken eine deutlich verminderte Lebensfähigkeit aufweisen.
Die Kleinschecke ist in den Farbenschlägen schwarz, blau und havannafarbig zugelassen.
Die entsprechenden Erbformeln lauten:
- schwarz: ABCDgK / ABCDgk (Deutsche Symbolik) bzw. aBCDE En / aBCDE en (Englische Symbolik).
- blau: ABCdg K / ABCdg k (Deutsche Symbolik) bzw. aBCdE En / aBCdE en (Englische Symbolik).
- havannafarbig: ABcDg K / ABcDg k (Deutsche Symbolik) bzw. abCDE En / abCDE en (Englische Symbolik).

Von der Tschechischen Schecke sind darüber hinaus die Farbschläge gelb, madagaskar (thüringerfarbig), wildfarbig (grau), eisengrau, isabella, chinchilla und schwarz-gelb zugelassen. Die entsprechenden Erbformeln dieser Farbschläge lauten:
- gelb: AbCDG K / AbCDG k (Deutsche Symbolik) bzw. ABCDe En / ABCDe en (Englische Symbolik).
- madagaskar: AbCDg K / AbCDg k (Deutsche Symbolik) bzw. aBCDe En / aBCDe en (Englische Symbolik).
- wildfarbig (grau): ABCDGK / ABCDGk (Deutsche Symbolik) bzw. ABCDEs En / ABCDEs en (Englische Symbolik).
- eisengrau: ABeCDGK / ABeCDGk (Deutsche Symbolik) bzw. ABCDE En / ABCDE en (Englische Symbolik).
- chinchilla: AchiBCDGK / AchiBCDG k (Deutsche Symbolik) bzw. ABCch2DE En / ABCch2DE en (Englische Symbolik).
- Isabella: AbCdg K / AbCdg k (Deutsche Symbolik) bzw. aBCde En / aBCde en (Englische Symbolik).
- schwarz-gelb:AbjCDgK / AbjCDgk (Deutsche Symbolik) bzw. aBCDej En / aBCDej en (Englische Symbolik).

## Geschichte der Rasse

### Die Tschechische Schecke
In Tschechien wurde bereits seit Beginn des 20. Jahrhunderts aus den sogenannten Böhmischen Kaninchen, d. h. den damals auf den Bauernhöfen verbreiteten Landkaninchen durch Auslese die Tschechische Schecke gezüchtet. Besonders verdient um diese Rasse machte sich der Lehrer Jan Vaclav Kalal. 1913 wurde der „Klub der Veredler und Züchter der Tschechischen Schecke“ gegründet, dessen Mitglieder sich mit der Zucht dieser Rasse befassten. Auf dem Weltgeflügelkongress 1936 in Leipzig wurde die internationale Anerkennung der Tschechischen Schecke mit der Begründung abgelehnt, diese Tiere wären lediglich verkleinerte Deutsche Riesenschecken. In Tschechien wurde die Rasse weiter gezüchtet, die internationale Anerkennung erfolgte 1973.
Mit den Bewertungsbestimmungen für Rassekaninchen in sozialistischen Ländern wurde die Tschechische Schecke 1980 auch in der DDR als Rasse anerkannt.

### Die Kleinschecke
In Unkenntnis der Tatsache, dass in Tschechien bereits eine kleine Rasse mit dem Zeichnungsbild der Riesenschecke existierte, entschied sich Arnold Hirt (später in Zuchtgemeinschaft mit Dieter Rapp, Deißlingen) für die Entwicklung ebendieses Kaninchentyps. Er verpaarte dazu schwach gezeichnete Englische Schecken mit Deutschen Riesenschecken und selektierte die Nachkommenschaft entsprechend dem von ihm angestrebten Zuchtziel. Später wurden auch noch Rheinische Schecken eingekreuzt. 1974 stellte Hirt die ersten Tiere in Stuttgart aus und gab auch Tiere an Interessenten weiter. Nachdem Hirt und Rapp die Neuzüchtung 1976 erneut zeigten, fand die Rasse weiterer Verbreitung und auch die faktische Identität mit den Tschechischen Schecken wurde bekannt. In der Folgezeit erfolgten Importe tschechischer Tiere in die Bundesrepublik, die zu einer deutlichen Verbesserung der Kleinschecken führten. Die Anerkennung der Rasse erfolgte in der Bundesrepublik 1978 als Klein-Schecke.